# Antidesma fruticulosum
Antidesma fruticulosum är en emblikaväxtart som beskrevs av Wilhelm Sulpiz Kurz. Antidesma fruticulosum ingår i släktet Antidesma och familjen emblikaväxter.
Artens utbredningsområde är Burma. Inga underarter finns listade i Catalogue of Life.